# Antonio Carnicero

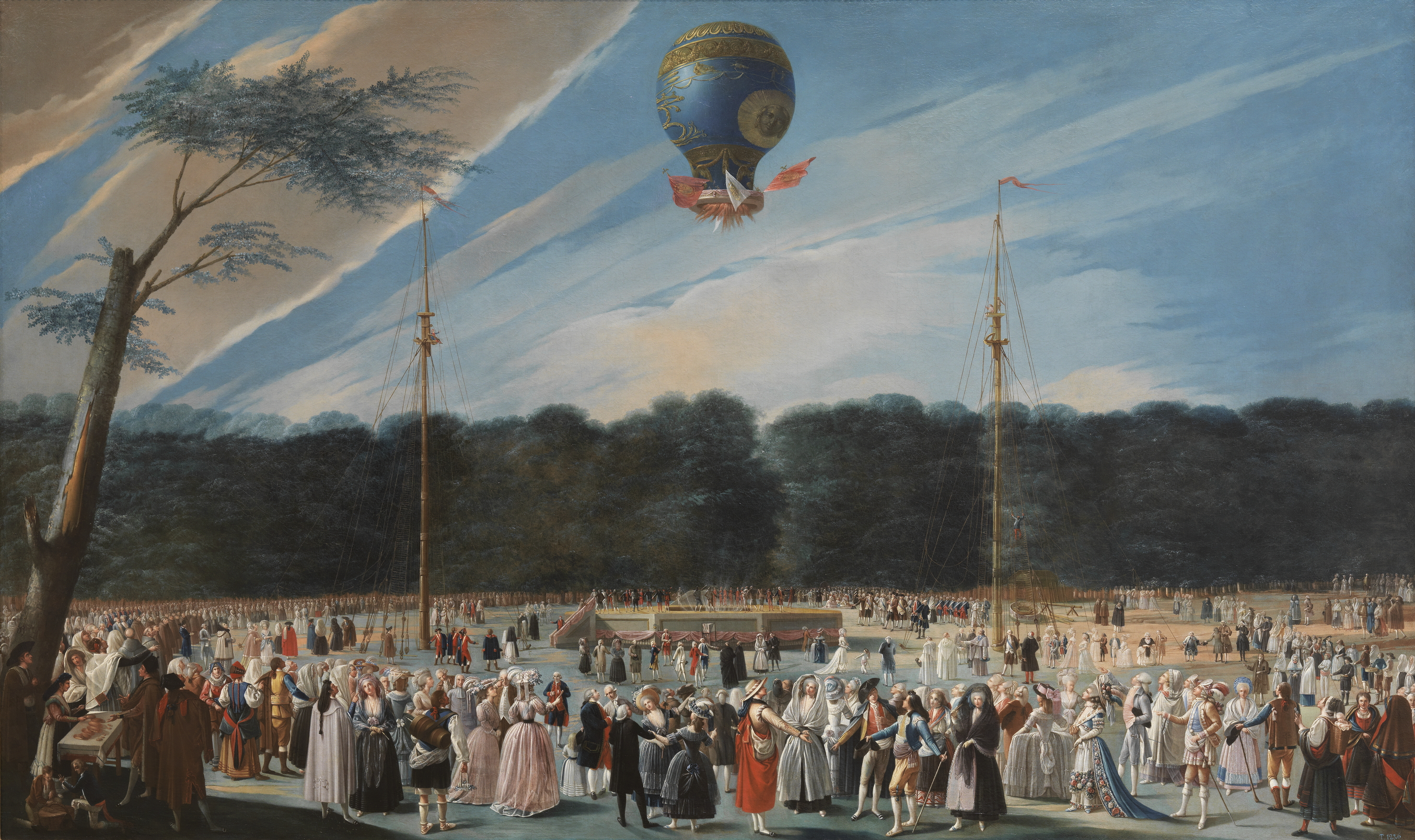
Wzniesienie się balonu Montgolfierów w ogrodach Aranjuezu

Antonio Carnicero Mancio (ur. 10 stycznia 1748 w Salamance, zm. 21 sierpnia 1814 w Madrycie) – hiszpański malarz i rytownik. Specjalizował się w portretach mieszczańskich i ilustracjach.

## Życiorys
Był synem barokowego rzeźbiarza Alejandra Carnicera z Salamanki. Jego ojciec przeprowadził się z rodziną do Madrytu w 1749 roku. Miał dwóch przyrodnich braci: malarza Isidra i rzeźbiarza Gregoria. Mając dziesięć lat wstąpił do Królewskiej Akademii Sztuk Pięknych św. Ferdynanda. Towarzyszył swojemu bratu Isidrowi w podróży na stypendium do Rzymu, gdzie przez sześć lat poznawał różne techniki artystyczne. Po powrocie do Madrytu dokończył studia w akademii i od 1775 roku współpracował z Królewską Manufakturą Tapiserii Santa Bàrbara. W 1788 roku został członkiem madryckiej akademii. Tworzył malowidła olejne na płótnie (kartony do tapiserii) na zamówienie. Były to dzieła wykonane w skali 1:1 (w ściśle określonym formacie), w oparciu o które tkano gobeliny. Współpracował z José del Castillo przy projektach do dekoracji Pałacu Królewskiego El Pardo. Wykonał ilustracje do Don Kichota wydanego przez Hiszpańską Akademię Królewską w 1780 i 1782 roku. Wykonał rysunki przygotowawcze do serii rycin o tematyce m.in. walk byków, jeździectwa oraz strojów ludowych. Malował rokokowe sceny rodzajowe przedstawiające tańce, spacery, czy wydarzenia takie jak Wzniesienie się balonu Montgolfierów w ogrodach Aranjuezu. Jego portrety były bardziej zbliżone stylem do klasycyzmu (Portret Karola IV w zbroi, Portret Manuela Godoya). W latach 80. XVIII wieku pracował nad serią obrazów przedstawiających obiekty architektoniczne, drogi i porty (Widok na ruiny teatru rzymskiego w Sagunto). Te prace odzwierciedlają zainteresowanie historycznym, archeologicznym i geograficznym dziedzictwem kraju.
W 1796 roku po kilku nieudanych próbach uzyskał stanowisko nadwornego malarza króla Karola IV. Od tego czasu pracował głównie jako portrecista rodziny królewskiej i innych osób związanych z dworem oraz kontynuował współpracę z manufakturą tapiserii. Był nauczycielem rysunku infantów, zwłaszcza księcia Ferdynanda. Przez swoją relację z księciem był podejrzewany o udział w nieudanym spisku, który Ferdynand zawiązał w 1806 roku aby zdetronizować ojca. Malarz został aresztowany 7 listopada 1807 i przebywał 10 dni w więzieniu, po czym został uniewinniony.
Od 1809 roku, aby nie stracić pozycji nadwornego malarza, był zmuszony – podobnie jak Francisco Goya – do pracy dla okupacyjnego rządu Józefa Bonapartego. W przeciwieństwie do Goi nie uniknął konsekwencji i po powrocie Ferdynanda VII na tron został usunięty ze stanowiska za służbę dla obcego króla. Zmarł 21 sierpnia 1814 roku, na krótko przed ogłoszeniem przez króla amnestii. Jego syn Manuel Carnicero Weber był bibliotekarzem odpowiedzialnym za królewskie zbiory na dworze Izabeli II Hiszpańskiej.

## Dzieła Carnicera w Muzeum Prado[3]
- Widok na Albuferę w Walencji – olej na płótnie, 64 × 85 cm, około 1783 [P000640]
- Wzniesienie się balonu Montgolfierów w ogrodach Aranjuezu – olej na płótnie, 169 × 279,5 cm, około 1784 [P000641]
- Portret Tomasy de Aliagi – olej na płótnie, 94 × 69 cm, około 1787 [P002649]
- Torreador – olej na płótnie, 41 × 28 cm, 1775 – 1800 [P002786]
- Święty Franciszek głoszący kazanie ptakom – olej na płótnie, 216 × 272 cm, 1788–1789 [P003485]
- Święty Franciszek obcinający włosy Klary z Asyżu – olej na płótnie, 217 × 273 cm, 1787–1789 [P003487]
- Święty Franciszek rozmawiający z mężczyzną – olej na płótnie, 216 × 274 cm, 1788–1789 [P003489]
- Objawienie Matki Boskiej świętemu Franciszkowi – olej na płótnie, 216 × 273 cm, 1788–1789 [P003490]
- Zatwierdzenie franciszkańskiej reguły przez papieża Innocentego III – olej na płótnie, 215 × 271 cm, około 1789 r. [P003503]
- Święty Franciszek wskrzeszający dziewczynkę – olej na płótnie, 216 × 271 cm, 1788–1789 [P003507]
- Portret Marii Izabeli Burbon jako dziewczynki z zabawkowym wózkiem – olej na płótnie, 112,5 × 77 cm, około 1791 [P004718]
- Portret Karola Marii Izydora Burbona jako chłopca z bębnem i tamburynem – olej na płótnie, 113 × 78 cm, około 1791 r. [P004719]
- Niepokalane Poczęcie – olej na płótnie, 250 × 138 cm, druga połowa XVIII wieku – początek XIX wieku [P006400]
- Święty Ferdynand – gwasz i pióro na papierze, 90 × 70 mm [D3771]
- Dama, dżentelmen, chłopiec oraz inna postać– gwasz i ołówek na papierze, 101 × 70 mm [D3772]
- Niewiara świętego Tomasza – gwasz i pióro na papierze, 84 × 65 mm [D3786]
- Karol IV na koniu – ołówek na papierze, 378 × 236 mm, około 1796 [D008566]
- Manuel Godoy na koniu – ołówek na papierze, 241 × 190 mm, około 1796 [D008567]
- Ferdynand Burbon, książę Asturii – gwasz na papierze welinowym, 290 × 240 mm, 1798 [D008753]